# デラウェア州兵
デラウェア州兵（Delaware National Guard）はアメリカ合衆国デラウェア州における州兵。デラウェア陸軍州兵およびデラウェア空軍州兵から構成される。

## 陸軍州兵
アメリカ陸軍の予備部隊であり、平時には災害救援・治安維持の任務に就く。デラウェア州兵の起源は1655年にまで遡ることができる。
州兵は大隊・中隊規模を中心とした約30個の部隊で構成されているが、主要な部隊は以下の通りである。
- 第72群司令部（72nd Troop Command）：ウィルミントン所在
- 第193連隊（地域訓練所）193rd Regiment (Regional Training Institute)：BETHANY BEACH所在
- 第261通信旅団(261st Signal Brigade)：SMYRNA所在
- 第101広報分遣隊(101st Public Affairs Detachment)：ウィルミントン所在
- 第153憲兵中隊(153rd Military Police Company)： DELAWARE CITY所在

などである。
なお、デラウェア州兵の第160工兵中隊は2005年から2006年にかけてイラクへ派遣されており、第198通信大隊(198th Signal Battalion)も2006年から派遣されている。